# Eliminatórias da Copa do Mundo FIFA de 2014 - Oceania
A zona da Oceania das eliminatórias para a Copa do Mundo FIFA de 2014 indicou um representante para a repescagem intercontinental, na tentativa de classificação para o torneio final a ser realizado no Brasil. Organizada pela Confederação de Futebol da Oceania (OFC), contou com a participação de onze das suas seleções afiliadas.
A Oceania é a única confederação que não possui vaga direta para as finais da Copa do Mundo. A segunda fase das eliminatórias foi realizada através da Copa das Nações da OFC de 2012.

## Formato
Inicialmente a ideia era utilizar-se do mesmo formato programado para as eliminatórias para a Copa do Mundo de 2010. As disputas começariam em agosto de 2011 durante os Jogos do Pacífico em Noumea, na Nova Caledônia, onde o torneio masculino de futebol serviria como a primeira fase das eliminatórias pela OFC.
No entanto, em junho de 2011, o formato foi alterado e os Jogos do Pacífico deixaram de fazer parte do processo de qualificação. O novo consistiu de uma primeira fase onde as quatro seleções piores classificadas no ranking da FIFA integraram um grupo único se enfrentando todos contra todos, disputado entre 22 e 26 de novembro de 2011. O vencedor dessa primeira etapa juntou-se então as outras sete equipes na Copa das Nações da OFC de 2012, entre 1 e 10 de junho nas Ilhas Salomão. Os quatro semifinalistas do torneio avançaram para a terceira fase.
A terceira fase foi disputada em grupo único, com jogos de ida e volta, e realizada entre 7 de setembro de 2012 e 26 de março de 2013. A seleção vencedora competirá na repescagem intercontinental contra uma equipe da CONCACAF, conforme definido através de um sorteio aleatório, ao invés de ser decidido antecipadamente pela FIFA como em eliminatórias anteriores.

## Participantes
| Entram na segunda fase (1º ao 7º)                                                                   | Iniciam da primeira fase (8º ao 11º)               |
| --------------------------------------------------------------------------------------------------- | -------------------------------------------------- |
| 1. Nova Zelândia 2. Fiji 3. Nova Caledônia 4. Vanuatu 5. Ilhas Salomão 6. Taiti 7. Papua-Nova Guiné | 1. Samoa 2. Tonga 3. Ilhas Cook 4. Samoa Americana |

## Primeira fase
A primeira fase foi disputada pelas quatro seleções da OFC piores colocadas no ranking da FIFA: Ilhas Cook, Samoa, Samoa Americana e Tonga. Foi disputada em grupo único em Apia, Samoa, onde todos se enfrentaram totalizando três jogos. O vencedor classificou-se a Copa das Nações da OFC de 2012 (segunda fase).
| Seleção         | Pts | J | V | E | D | GP | GC | SG |
| --------------- | --- | - | - | - | - | -- | -- | -- |
| Samoa           | 7   | 3 | 2 | 1 | 0 | 5  | 3  | +2 |
| Tonga           | 4   | 3 | 1 | 1 | 1 | 4  | 4  | 0  |
| Samoa Americana | 4   | 3 | 1 | 1 | 1 | 3  | 3  | 0  |
| Ilhas Cook      | 1   | 3 | 0 | 1 | 2 | 4  | 6  | –2 |

|                 | COK | SAM | ASA | TON |
| --------------- | --- | --- | --- | --- |
| Ilhas Cook      |     | 2–3 |     |     |
| Samoa           |     |     | 1–0 | 1–1 |
| Samoa Americana | 1–1 |     |     | 2–1 |
| Tonga           | 2–1 |     |     |     |

## Segunda fase
O vencedor da primeira fase juntou-se as restantes sete seleções da OFC na segunda fase, disputada em dois grupos de quatro em junho de 2012, como parte da Copa das Nações da OFC de 2012. As duas primeiras seleções de cada grupo avançaram para a terceira fase. Os grupos foram definidos em sorteio realizado no Rio de Janeiro, Brasil, a 30 de julho de 2011.

### Grupo A
| Seleção        | Pts | J | V | E | D | GP | GC | SG  |
| -------------- | --- | - | - | - | - | -- | -- | --- |
| Taiti          | 9   | 3 | 3 | 0 | 0 | 18 | 5  | +13 |
| Nova Caledônia | 6   | 3 | 2 | 0 | 1 | 17 | 6  | +11 |
| Vanuatu        | 3   | 3 | 1 | 0 | 2 | 8  | 9  | –1  |
| Samoa          | 0   | 3 | 0 | 0 | 3 | 1  | 24 | –23 |

|                | VAN | NCL | SAM | TAH  |
| -------------- | --- | --- | --- | ---- |
| Vanuatu        |     | 2–5 | 5–0 |      |
| Nova Caledônia |     |     | 9–0 |      |
| Samoa          |     |     |     | 1–10 |
| Taiti          | 4–1 | 4–3 |     |      |

### Grupo B
| Seleção          | Pts | J | V | E | D | GP | GC | SG |
| ---------------- | --- | - | - | - | - | -- | -- | -- |
| Nova Zelândia    | 7   | 3 | 2 | 1 | 0 | 4  | 2  | +2 |
| Ilhas Salomão    | 5   | 3 | 1 | 2 | 0 | 2  | 1  | +1 |
| Fiji             | 2   | 3 | 0 | 2 | 1 | 1  | 2  | –1 |
| Papua-Nova Guiné | 1   | 3 | 0 | 1 | 2 | 2  | 4  | –2 |

|                  | FIJ | NZL | SOL | PNG |
| ---------------- | --- | --- | --- | --- |
| Fiji             |     | 0–1 | 0–0 |     |
| Nova Zelândia    |     |     | 1–1 |     |
| Ilhas Salomão    |     |     |     | 1–0 |
| Papua-Nova Guiné | 1–1 | 1–2 |     |     |

## Terceira fase
Disputada entre setembro de 2012 e março de 2013, as quatro seleções classificadas na fase anterior integraram um grupo único, em partidas de ida e volta. A vencedora disputará a repescagem intercontinental para se classificar para a Copa do Mundo FIFA de 2014 contra um representante da CONCACAF.
|  | Equipe qualificada para a repescagem intercontinental |
|  | Equipes eliminadas                                    |

| Seleção        | Pts | J | V | E | D | GP | GC | SG  |
| -------------- | --- | - | - | - | - | -- | -- | --- |
| Nova Zelândia  | 18  | 6 | 6 | 0 | 0 | 17 | 2  | +15 |
| Nova Caledônia | 12  | 6 | 4 | 0 | 2 | 17 | 6  | +11 |
| Taiti          | 3   | 6 | 1 | 0 | 5 | 2  | 12 | –10 |
| Ilhas Salomão  | 3   | 6 | 1 | 0 | 5 | 5  | 21 | –16 |

|                | SOL | NCL | NZL | TAH |
| -------------- | --- | --- | --- | --- |
| Ilhas Salomão  |     | 2–6 | 0–2 | 2–0 |
| Nova Caledônia | 5–0 |     | 0–2 | 1–0 |
| Nova Zelândia  | 6–1 | 2–1 |     | 3–0 |
| Taiti          | 2–0 | 0–4 | 0–2 |     |

## Repescagem intercontinental
A Nova Zelândia enfrentou o México, seleção classificada em quarto lugar da CONCACAF, em partidas de ida e volta. O vencedor classificou-se a Copa do Mundo de 2014. Em 29 de julho de 2011 um sorteio definiu os emparelhamentos da repescagem entre as confederações.
| Equipe 1 | Total | Equipe 2      | 1.º jogo | 2.º jogo |
| -------- | ----- | ------------- | -------- | -------- |
| México   | 9–3   | Nova Zelândia | 5–1      | 4–2      |

## Artilharia
| 8 gols (1) - NCL Georges Gope-Fenepej 7 gols (2) - NCL Jacques Haeko - NZL Chris Wood 5 gols (3) - NCL Bertrand Kaï - NZL Shane Smeltz - TAH Lorenzo Tehau 4 gols (5) - NCL César Lolohea - NCL Roy Kayara - SOL Benjamin Totori - TAH Alvin Tehau - TAH Jonathan Tehau 3 gols (2) - NZL Chris Killen - VAN Robert Tasso 2 gols (14) - ASA Shalom Luani - COK Campbell Best - NCL Iamel Kabeu | 2 gols (continuação) - NZL Michael McGlinchey - NZL Tim Payne - NZL Tommy Smith - SAM Luki Gosche - SAM Silao Malo - SOL Henry Fa'arodo - SOL Himson Teleda - TAH Nicolas Vallar - TAH Steevy Chong Hue - TAH Teaouni Tehau - VAN Jean Nako Naprapol 1 gol (27) - ASA Ramin Ott - COK Grover Harmon - FIJ Maciu Dunadamu - NCL Dick Kauma - NCL Judikael Ixoée - NCL Kalaje Gnipate - NCL Marius Bako - NZL Ben Sigmund - NZL Kosta Barbarouses - NZL Marco Rojas | 1 gol (continuação) - NZL Tony Lochhead - PNG Kema Jack - PNG Neil Hans - SAM Albert Bell - SAM Shaun Easthope - SOL Joses Nawo - SOL Tutizama Tanito - TAH Heimano Bourebare - TAH Roihau Degage - TAH Samuel Hyanine - TON Kinitoni Falatau - TON Lokoua Taufahema - TON Timote Maamaaloa - TON Unaloto Feao - VAN Brian Kaltack - VAN Dereck Malas - VAN Fredy Vava Gols-contra (3) - ASA Tala Luvu (para as Ilhas Cook) - TAH Xavier Samin (para a Nova Caledônia) - SOL Tome Faisi (para a Nova Caledônia) |